# Ànec de l'illa d'Amsterdam
L'ànec de l'illa d'Amsterdam (Mareca marecula) és un ocell extint de la família dels anàtids (Anatidae) que habitava l'illa d'Amsterdam, a l'Índic sud.